# 石田浩
石田浩（1946年—2006年1月8日），生於日本大阪府，日本經濟學家。
1971年自京都大學農林經濟學系畢業，1988年獲得京都大學農學博士學位，1989年起擔任關西大學經濟學系教授。其專長在於中國農村經濟、台灣經濟發展、亞太經濟發展等方面。
石田浩在日本學術界相當活躍，擔任日本台灣學會理事長、日本現代中國學會常務理事、台灣史研究會代表、亞洲政經學會理事等職務。他曾多次前往台灣進行學術研究及調查工作，並將研究成果在日本發表。2005年10月，石田浩應台灣國立政治大學台灣史研究所之邀，前往擔任一學期客座教授，在客座期間病逝於台北市台大醫院。